# Susans kärleksaffärer
Susans kärleksaffärer är en amerikansk film från 1945 i regi av William A. Seiter. Filmens huvudrollsinnehavare Joan Fontaine var främst känd för att spela i dramafilmer, men fick nu chansen att göra en komedifilm med hög budget. Filmen nominerades till en Oscar i kategorin för bästa berättelse.

## Handling
Susan är i färd att gifta sig, men hennes fästman blir tveksam sedan han träffar på tre av hennes tidigare män, som alla har helt olika uppfattningar om henne.

## Rollista
- Joan Fontaine - Susan Darell
- George Brent - Roger Berton
- Dennis O'Keefe - Bill Anthony
- Walter Abel - Richard Aiken
- Don DeFore - Mike Ward
- Rita Johnson - Mona Kent
- Mary Field - Nancy
- Byron Barr - Chick